# Tanja Goricanec
Tanja Goricanec (Berna, 4 de enero de 1990) es una deportista suiza que compitió en voleibol, en la modalidad de playa. Ganó una medalla de plata en el Campeonato Europeo de Vóley Playa de 2014.

## Palmarés internacional
| Campeonato Europeo | Campeonato Europeo         | Campeonato Europeo | Campeonato Europeo |
| Año                | Lugar                      | Medalla            | Pareja             |
| ------------------ | -------------------------- | ------------------ | ------------------ |
| 2014               | Quartu Sant'Elena (Italia) | Medalla de plata   | Tanja Hüberli      |